# De Havilland Canada DHC-515
Le De Havilland Canadair DHC-515 est un projet d'avion bombardier d'eau amphibie spécialisé dans la lutte contre les feux de forêts.

## Historique
Successeur du Canadair CL-215 et du Canadair CL-415,, l'appareil est annoncé en 2018 par Viking Air. Il sera produit par la compagnie de Havilland Canada (DHC) et sera principalement assemblé à Calgary, en Alberta,.
Il est d'aspect semblable à son prédécesseur et décrit par son constructeur comme le « juste milieu entre la modernisation et la recette du succès du 415 », en augmentant sa capacité de largage à 7 000 litres d'eau en quelques secondes. Il est présenté comme ayant la possibilité d'effectuer jusqu'à 15 largages par heure avec une aptitude de remplissage en 12 secondes sur les lacs, les fleuves et la mer, même tempétueuses. Le prix unitaire serait de 35 000 000 € ,. Sa certification est attendue en 2025.
En 2024, la documentation diffusée par De Havilland fait état d'une capacité de largage de 6 137 litres d'eau, soit exactement la même que celle du CL-415. Les ailes sont également inchangées (envergure de 28,6 m et surface alaire de 100,34 m2) par rapport au modèle précédent.

## Commandes
En juin 2019, l'Indonésie annonce une intention de commande de 6 exemplaires (dont 4 en version Multi-Purpose). Cette intention est toutefois insuffisante pour lancer la production, le seuil de rentabilité étant estimé à 25 exemplaires par Viking Air. En mars 2022, plusieurs pays européens (Croatie, Espagne, France, Grèce, Italie, Portugal) signent des lettres d'intention d'achat. Cette intention d'achat permet à de Havilland Canada, successeur de Viking Air, d'annoncer officiellement le lancement de la production de l'appareil. Les premiers appareils  devraient être livrés à la fin de l'année 2026.
Toutefois, au 30 avril 2024, le DHC-515 n'a reçu que 16 commandes fermes : 7 pour la Grèce, 2 pour la Croatie et 7 pour l'Espagne. Ces appareils seront en partie financés par l’Europe via le dispositif RescUE (2 appareils par pays). En juillet de la même année, le Portugal rejoint les pays ayant commandé le DHC-515 avec une commande ferme pour 2 avions, également financés via RescUE. Le 12 août 2024, c'est au tour de la France d'annoncer une commande de 2 DHC-515. En septembre 2024, les commandes de 20 appareils ayant été confirmées (l'Italie n'ayant toujours pas commandé les 2 appareils attendus), De Havilland commence l'assemblage des avions, avec l'objectif d'une première livraison en début 2028.
En avril 2025, la province canadienne du Manitoba signe une lettre d'intention pour trois exemplaires.

## Caractéristiques
|                       | CL-215                                     | CL-215T                                   | CL-415                                    | DHC-515            |
| --------------------- | ------------------------------------------ | ----------------------------------------- | ----------------------------------------- | ------------------ |
| Période de production | 1969 à 1989                                | après 1987 (transfo de CL-215)            | 1993 à 2015                               | après 2026 (prév.) |
| Capacité d'emport     | 5 455 L                                    | 5 455 L                                   | 6 140 L                                   | 6 137 L            |
| Motorisation          | 2 moteurs en étoile PW R-2800 2 x 1 565 kW | 2 turbopropulseurs PW 123 AF 2 x 1 775 kW | 2 turbopropulseurs PW 123 AF 2 x 1 775 kW | NC                 |
| Commandés / livrés    | 125 / 125                                  | 125 / 125                                 | 95 / 95                                   | 20 / 0             |